# Дыхало
Ды́хало — дыхательное отверстие у китообразных, находящееся, как правило, на самом верху головы и представляющее собой видоизменённые и смещённые на макушку носовые отверстия (ноздри).

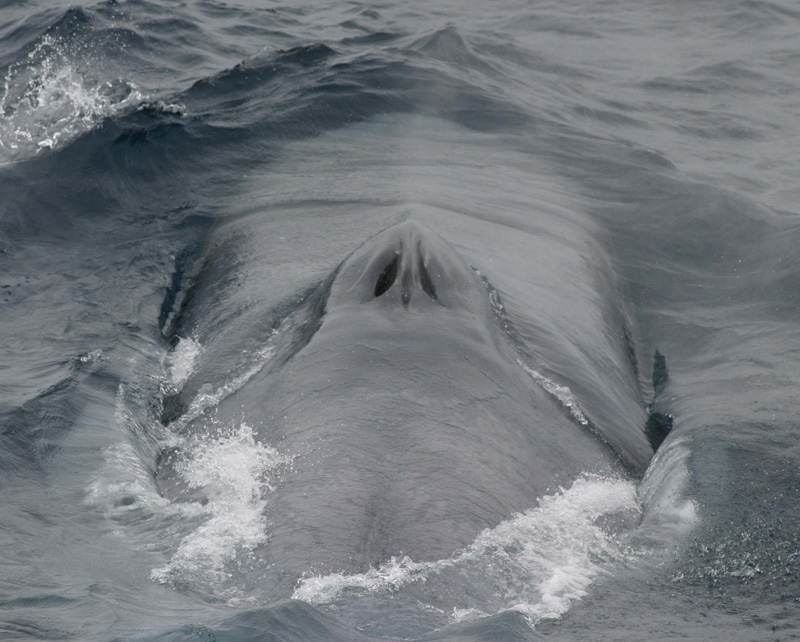
Дыхало усатого кита, на фотографии — синий кит (голова направлена от зрителя) (Balaenoptera musculus)

У всех китообразных дыхало снабжено клапаном, благодаря которому плотно закрывается при погружении животного и открывается при его всплытии. 

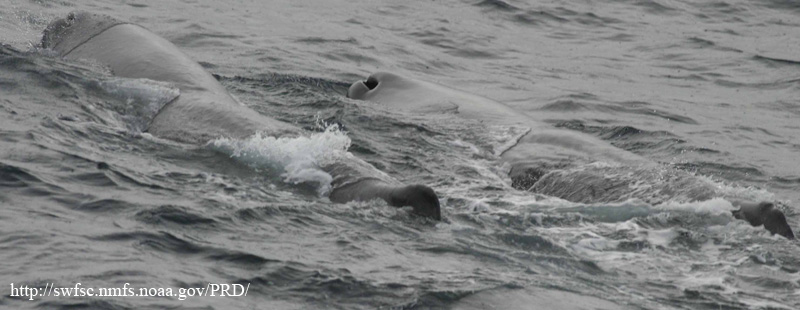
Всплывшие кашалоты (Physeter catodon). У кита справа видно открытое дыхало

Открывание и закрывание дыхала происходит рефлекторно, стимулом к этому служит ощущение смены среды, когда верх головы кита погружается в воду, или наоборот, соприкасается с воздухом. У новорожденного китёнка первый вдох происходит благодаря этому рефлексу именно в тот момент, когда над водой первый раз появляется его дыхало.
- У всех усатых китов дыхало образовано обоими носовыми проходами и представляет собой два близко расположенных отверстия, сдвинутых V-образно (узким концом вперёд).

- У всех зубатых китов дыхало образовано только одной левой ноздрёй и, таким образом, перегородки не имеет. У большинства дельфинов дыхало почти круглое, овальное, или треугольное (более широкое спереди).

Дыхало кашалота — в форме вытянутой латинской буквы S, при этом смещено на левый передний угол головы. Некоторые зубатые киты имеют дыхало полулунной формы выпуклой стороной назад (клюворылые киты). Непосредственно под дыхалом в голове располагаются воздушные мешки, образованные особыми расширениями носовых проходов. Эти воздушные мешки играют важную роль в подаче голосовых сигналов и эхолокации; кроме того, в них содержится воздух, используемый китом при нырянии.

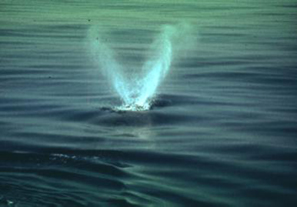
Фонтан южного кита (Eubalaena australis) имеет характерную раздвоенную форму

Когда кит поднимается на поверхность, выдыхаемый им воздух, насыщенный водяным паром, соприкасаясь с холодным наружным, образует столб пара (так называемый фонтан). Форма фонтана различается в зависимости от вида кита. В прошлом китобои с высокой точностью определяли вид кита по фонтану. Так, фонтан кашалота очень характерен, поскольку направлен не вверх, как у других китов, а наклонно вперёд. Фонтан южного кита также имеет уникальную форму —он V-образно раздваивается. Воздух выталкивается через дыхало с такой силой, что производит громкий трубный звук, который в спокойную погоду слышен с большого расстояния. Это, однако, касается только крупных китов — у мелких китов и дельфинов звук слышен только с самого близкого расстояния, а фонтан не виден.